# لکسند
شهر لکسند (به سوئدی: Leksand) در ناحیه شهری لکسند در کشور سوئد واقع شده‌است. جمعیت این شهر ۷۵۶٫۴۵  نفر است.